# Giuli Alasania
Pour les articles homonymes, voir Alasania.
Giuli Alasania (Tbilissi, 11 novembre 1946) est une historienne géorgienne. 

## Biographie
Elle est la mère de Mikheil Saakachvili, président de la Géorgie entre 2004 et 2013.
Professeure à l’université d'État de Tbilissi depuis 1990, elle est également vice-rectrice de l’université internationale de la mer Noire entre 2000 et 2014. Elle fonde et préside depuis 2004 l’université de Géorgie.